# Andreas Hornerus
Andreas Hornerus (tidigare Cornukindius), född 1607 i Horns socken, död 24 juli 1670 i Fornåsa socken, var en svensk präst.

## Biografi
Andreas Hornerus föddes 1607 i Horns socken. Han var son till bonden Emund Nilsson. Hornerus prästvigdes 24 december 1627 med namne Cornukindius. Han blev 1639 hovpredikant på Stegeborg och blev 1645 kyrkoherde i Fornåsa församling. Hornerus avled 24 juli 1670 i Fornåsa socken.

### Familj
Hornerus gifte sig med Anna Maria Andersdotter (död 1673). Hon var dotter till häradsfogden Anders och Gertrud Retzius. De fick tillsammans barnen Catharina, Olavus, Gertrud, Maria, Margareta (död 1686), Elisabeth och Christina, som var gift med kyrkoherden i Skeppsås Petrus Knoop.